# Режа
Режа — посёлок в Белинском районе Пензенской области России. Входит в состав Поимского сельсовета.

## География
Посёлок находится в юго-западной части Пензенской области, в пределах Приволжской возвышенности, на правом берегу реки Вороны, на расстоянии примерно 16 километров (по прямой) к северо-западу от города Белинский, административного центра района.

## История
Основан в период между 1864 и 1866 годами на территории Валовайской волости Чембарского уезда как деревня Алексеевка. В 1896 году имелось 24 двора. В 1912 году — 23 двора. В 1939 году входил в состав Невежкинского сельсовета Чембарского района. Числилось 27 дворов. По состоянию на 1939год являлся частью Ушинского сельсовета Поимского района. Действовал колхоз имени Сталина.

## Население
| 2010 |
| ---- |
| 12   |

Половой состав
По данным Всероссийской переписи населения 2010 года в гендерной структуре населения мужчины составляли 50 %, женщины — соответственно также 50 %.
Национальный состав
Согласно результатам переписи 2002 года, в национальной структуре населения русские составляли 100 % из 31 чел.